# Heike Lange
Heike Lange (31 oktober 1955) is een Oost-Duits oud-langebaanschaatsster.
Heike Lange heeft slechts twee jaar meegedaan aan internationale kampioenschappen, maar ondanks deze korte periode aansprekende resultaten neergezet. In 1975 werd ze op 19-jarige leeftijd tweede bij het WK Sprint in Göteborg en later dat jaar wereldkampioene bij de junioren in het Zweedse Strömsund. In 1976 deed ze nog mee aan de Olympische Winterspelen, waar ze een tiende en achtste plaats bereikte op respectievelijk de 500 en 1000 meter.

## Resultaten
| Jaar | Olympische Spelen | WK Sprint | WK Junioren |
| ---- | ----------------- | --------- | ----------- |
| 1975 |                   | Zilver    | Goud        |
| 1976 | 10e 500m 8e 1000m |           |             |

### Medaillespiegel
| Kampioenschap | Goud · | Zilver · | Brons · |
| ------------- | ------ | -------- | ------- |
| WK Sprint     | 0      | 1        | 0       |
| WK Junioren   | 1      | 0        | 0       |

- Gemeinsame Normdatei: 133511774
- International Standard Name Identifier: 0000 0000 2259 0938
- Virtual International Authority File: 23331596
- WorldCat: E39PBJmP4pfb6dK9XHx8v9PG73